# Campeonato Europeo de Voleibol Femenino
El Campeonato Europeo de Voleibol Femenino es la máxima competición de voleibol a nivel europeo en categoría femenina. Se celebra desde 1949, y es organizado por la Confederación Europea de Voleibol (CEV) cada año impar.

## Ediciones
| Núm.   | Año  | Sede                                     | Oro            | Plata           | Bronce          |
| ------ | ---- | ---------------------------------------- | -------------- | --------------- | --------------- |
| I      | 1949 | Checoslovaquia                           | URSS           | Checoslovaquia  | Polonia         |
| II     | 1950 | Bulgaria                                 | URSS           | Polonia         | Checoslovaquia  |
| III    | 1951 | Francia                                  | URSS           | Polonia         | Yugoslavia      |
| IV     | 1955 | Rumania                                  | Checoslovaquia | URSS            | Polonia         |
| V      | 1958 | Checoslovaquia                           | URSS           | Checoslovaquia  | Polonia         |
| VI     | 1963 | Rumania                                  | URSS           | Polonia         | Rumanía         |
| VII    | 1967 | Turquía                                  | URSS           | Polonia         | Checoslovaquia  |
| VIII   | 1971 | Italia                                   | URSS           | Checoslovaquia  | Polonia         |
| IX     | 1975 | Yugoslavia                               | URSS           | Hungría         | RDA             |
| X      | 1977 | Finlandia                                | URSS           | RDA             | Hungría         |
| XI     | 1979 | Francia                                  | URSS           | RDA             | Bulgaria        |
| XII    | 1981 | Bulgaria                                 | Bulgaria       | URSS            | Hungría         |
| XIII   | 1983 | RDA                                      | RDA            | URSS            | Hungría         |
| XIV    | 1985 | Países Bajos                             | URSS           | RDA             | Países Bajos    |
| XV     | 1987 | Bélgica                                  | RDA            | URSS            | Checoslovaquia  |
| XVI    | 1989 | Suecia                                   | URSS           | RDA             | Italia          |
| XVII   | 1991 | Italia                                   | URSS           | Países Bajos    | Alemania        |
| XVIII  | 1993 | República Checa                          | Rusia          | República Checa | Ucrania         |
| XIX    | 1995 | Países Bajos                             | Países Bajos   | Croacia         | Rusia           |
| XX     | 1997 | República Checa                          | Rusia          | Croacia         | República Checa |
| XXI    | 1999 | Italia                                   | Rusia          | Croacia         | Italia          |
| XXII   | 2001 | Bulgaria                                 | Rusia          | Italia          | Bulgaria        |
| XXIII  | 2003 | Turquía                                  | Polonia        | Turquía         | Alemania        |
| XXIV   | 2005 | Croacia                                  | Polonia        | Italia          | Rusia           |
| XXV    | 2007 | Bélgica · Luxemburgo                     | Italia         | Serbia          | Rusia           |
| XXVI   | 2009 | Polonia                                  | Italia         | Países Bajos    | Polonia         |
| XXVII  | 2011 | Italia · República Checa                 | Serbia         | Alemania        | Turquía         |
| XXVIII | 2013 | Alemania · Suiza                         | Rusia          | Alemania        | Bélgica         |
| XXIX   | 2015 | Bélgica · Países Bajos                   | Rusia          | Países Bajos    | Serbia          |
| XXX    | 2017 | Azerbaiyán Georgia                       | Serbia         | Países Bajos    | Turquía         |
| XXXI   | 2019 | Turquía · Polonia · Hungría · Eslovaquia | Serbia         | Turquía         | Italia          |
| XXXII  | 2021 | Serbia · Rumania · Bulgaria · Croacia    | Italia         | Serbia          | Turquía         |
| XXXIII | 2023 | Bélgica · Alemania · Italia · Estonia    | Turquía        | Serbia          | Países Bajos    |
| XXXIV  | 2026 | República Checa · Turquía                |                |                 |                 |

## Medallero histórico
- Datos actualizados a Bélgica/Alemania/Italia/Estonia 2023.

| Núm. | País            | Oro | Plata | Bronce | Total |
| ---- | --------------- | --- | ----- | ------ | ----- |
| 1    | Rusia           | 19  | 4     | 3      | 26    |
| 2    | Serbia          | 3   | 3     | 2      | 8     |
| 3    | Italia          | 3   | 2     | 3      | 8     |
| 4    | Alemania        | 2   | 6     | 3      | 11    |
| 5    | Polonia         | 2   | 4     | 5      | 11    |
| 6    | República Checa | 1   | 4     | 4      | 9     |
| 7    | Países Bajos    | 1   | 4     | 2      | 7     |
| 8    | Turquía         | 1   | 2     | 3      | 6     |
| 9    | Bulgaria        | 1   | 0     | 2      | 3     |
| 10   | Croacia         | 0   | 3     | 0      | 3     |
| 11   | Hungría         | 0   | 1     | 3      | 4     |
| 12   | Bélgica         | 0   | 0     | 1      | 1     |
| 12   | Rumanía         | 0   | 0     | 1      | 1     |
| 12   | Ucrania         | 0   | 0     | 1      | 1     |
|      | TOTAL           | 33  | 33    | 33     | 99    |

1. ↑  Incluye las medallas obtenidas por la URSS.
2. ↑  Incluye las medallas obtenidas por la RFSY, la RFY y Serbia y Montenegro.
3. ↑  Incluye las medallas obtenidas por la RDA.